# Sjunappsgrundet
Sjunappsgrundet är en ö i Finland.   Den ligger i kommunen Ingå i den ekonomiska regionen  Raseborg  och landskapet Nyland, i den södra delen av landet, 60 km väster om huvudstaden Helsingfors.